# Felix Zwayer
Felix Zwayer (Berlijn, 19 mei 1981) is een Duitse voetbalscheidsrechter. Naast wedstrijden in de Bundesliga en de UEFA Europa League leidt Zwayer sinds 2012 interlands, met name in WK- en EK-kwalificatietoernooien.
Zwayer begon in 2004 als scheidsrechter op DFB-niveau. In 2007 werd hij gepromoveerd tot scheidsrechter in de 2e Bundesliga en als assistent-scheidsrechter in de Bundesliga. Twee jaar later werd Zwayer gepromoveerd tot official in de Bundesliga voor het seizoen 2009-10. Op 30 april 2018 werd Zwayer door de FIFA geselecteerd als een van de video-assistentscheidsrechters voor de 2018 FIFA World Cup in Rusland, de eerste FIFA World Cup die de technologie gebruikte.

## Matchfixing
In 2005 was Zwayer betrokken bij het matchfixing-schandaal rond de 2e Bundesliga-scheidsrechter Robert Hoyzer, die steekpenningen aannam om verschillende wedstrijden te regelen die hij leidde. Zwayer assisteerde hem in een wedstrijd en accepteerde een steekpenning van 300 euro om kritieke scènes voor Wuppertaler SV te vermijden. In januari 2005 informeerde hij samen met drie andere hooggeplaatste scheidsrechters de DFB over de matchfixing van Hoyzer. Vervolgens kreeg hij een arbitrageverbod van zes maanden, een schorsing die enkele jaren geheim werd gehouden totdat de Duitse krant Die Zeit een geheim dossier van de Duitse FA publiceerde. 

## Conflict met Roger Schmidt
Op 21 februari 2016 werd Roger Schmidt, manager van Bayer Leverkusen, van het veld gestuurd door Zwayer in een wedstrijd tegen Borussia Dortmund na het betwisten van een vrije trap die leidde tot een doelpunt voor Dortmund, het enige doelpunt van de wedstrijd. Schmidt weigerde aanvankelijk te vertrekken, waardoor de scheidsrechter de wedstrijd staakte en de spelers van het veld leidde, wat een vertraging van acht minuten veroorzaakte, voordat de wedstrijd werd hervat zonder Schmidt op het veld. Op 9 december floot Zwayer de wedstrijd Real Sociedad - PSV in de Europa League. PSV had de eerder genoemde Roger Schmidt als hoofdcoach. Mede dankzij enkele zeer discutabele beslissingen van Zwayer verloor PSV deze wedstrijd.

## Interlands
| Datum            | Wedstrijd                        | Uitslag | Competitie                  | Kreeg geel | Kreeg voor de tweede keer geel en dus rood | Weggestuurd |
| ---------------- | -------------------------------- | ------- | --------------------------- | ---------- | ------------------------------------------ | ----------- |
| 1 juni 2012      | Oostenrijk – Oekraïne            | 3 – 2   | Vriendschappelijk           | 1          | 0                                          | 0           |
| 7 juni 2013      | IJsland – Slovenië               | 2 – 4   | Kwalificatie WK 2014        | 5          | 0                                          | 0           |
| 15 oktober 2013  | Litouwen – Bosnië en Herzegovina | 0 – 1   | Kwalificatie WK 2014        | 5          | 0                                          | 0           |
| 8 juni 2014      | Frankrijk – Jamaica              | 8 – 0   | Vriendschappelijk           | 1          | 0                                          | 0           |
| 27 maart 2015    | Liechtenstein – Oostenrijk       | 0 – 5   | Kwalificatie EK 2016        | 2          | 0                                          | 0           |
| 4 september 2015 | Faeröer – Noord-Ierland          | 1 – 3   | Kwalificatie EK 2016        | 3          | 1                                          | 0           |
| 25 maart 2016    | Nederland – Frankrijk            | 2 – 3   | Vriendschappelijk           | 1          | 0                                          | 0           |
| 6 september 2016 | Cyprus – België                  | 0 – 3   | Kwalificatie WK 2018        | 4          | 0                                          | 0           |
| 24 maart 2017    | Georgië – Servië                 | 1 – 3   | Kwalificatie WK 2018        | 2          | 0                                          | 0           |
| 28 maart 2017    | Frankrijk – Spanje               | 0 – 2   | Vriendschappelijk           | 2          | 0                                          | 0           |
| 5 oktober 2017   | Engeland – Slovenië              | 1 – 0   | Kwalificatie WK 2018        | 5          | 0                                          | 0           |
| 7 september 2018 | Italië – Polen                   | 1 – 1   | UEFA Nations League 2018/19 | 3          | 0                                          | 0           |
| 20 november 2018 | Montenegro – Roemenië            | 0 – 1   | UEFA Nations League 2018/19 | 9          | 0                                          | 0           |

Laatste aanpassing op 25 november 2018